# Эридания (Марс)

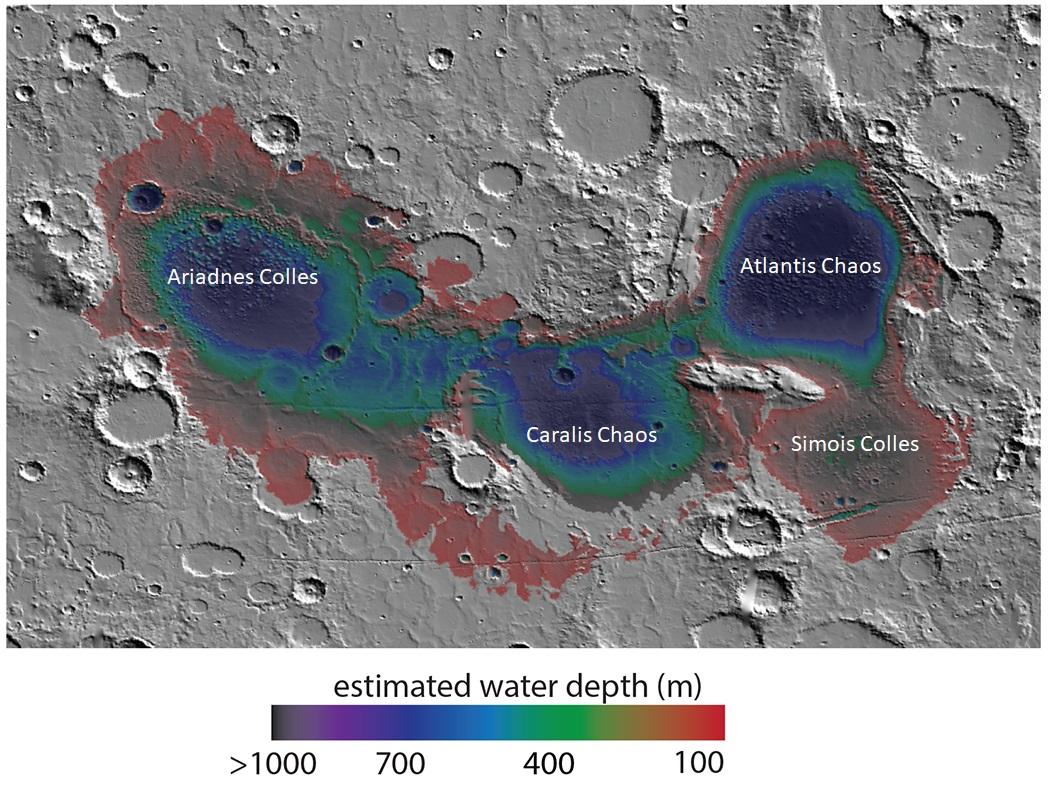
Карта глубин озера

Эридания — гипотетическое древнее озеро на Марсе площадью около 1,1 млн квадратных километров. Расположено в месте истока каналов долины Маадим.
Высыхание озера Эридания в конце нойского периода между 4,6 и 3,5 миллиардов лет назад привело к его разделению на ряд мелких озёр.